# Mée (Mayenne)
Mée – miejscowość i gmina we Francji, w regionie Kraj Loary, w departamencie Mayenne.
Według danych na rok 2010 gminę zamieszkiwały 203 osoby, a gęstość zaludnienia wynosiła 23 osób/km².